# Glencoe (Schottland)
Glencoe, schottisch-gälisch: Gleanna Comhann oder A’ Chàrnaich ist eine Ortschaft im Westen von Schottland. Sie liegt im Nordwesten des gleichnamigen Tals an der Mündung des Flusses Coe in den Loch Leven, einem Meeresarm des Loch Linnhe bei Invercoe. Kommunalpolitisch gehört Glencoe zur Grafschaft Argyll in der Verwaltungsregion Highland.

## Geschichte
Die Ortschaft gehört zur historischen Region Lochaber und wird erst seit jüngerer Zeit als Glencoe Village bezeichnet (einige Straßenschilder wurden angepasst), um sie vom Tal Glen Coe zu unterscheiden. Die Ansiedlung nahe dem Tal befindet sich ganz in der Nähe jener Stelle, wo sich in den 1690er-Jahren das Massaker von Glencoe zugetragen hat. Damals sollten alle Mitglieder der Clans der MacDonalds und der Hendersons auf Befehl von König William III. unter Führung von Robert Campbell of Glenlyon getötet werden.
Glencoe liegt nicht innerhalb des Tales, sondern auf einer Fläche, die Carnoch genannt wird. Sprachlich gehört der Ort dem Schottisch-Gälischen an, daher nennen die Einheimischen die Ortschaft A’Chàrnaich, was „Platz der Cairns“ bedeutet. Schon 1850 war die Siedlung an der Mündung des Flusses Coe unter der Bezeichnung Glencoe bekannt. Ursprünglich war sie am Nordufer des Coe gegründet worden, heute ist die Ortschaft jedoch am Südufer nahe der Brücke über den Fluss zu finden. Glencoe besitzt auch eine Kirche, die Saint Mary’s Church, und ein kleines Museum. Überragt wird die Ortschaft vom markanten Gipfel des Pap of Glencoe.
Wegen seiner Ski- und Wandermöglichkeiten und dem benachbarten Tal mit seiner leidvollen Geschichte und den hohen Bergrücken des Aonach Eagach ist Glencoe auch touristisch bekannt. Innerhalb der Ortschaft befindet sich ein Mahnmal, das an das Massaker von Glencoe erinnert.